# Forêt de Doulaincourt
Forêt de Doulaincourt este o arie protejată (sit de importanță comunitară — SCI) din Franța întinsă pe o suprafață de 2.057 ha, integral pe uscat.

## Localizare
Centrul sitului Forêt de Doulaincourt este situat la coordonatele 48°17′51″N 5°11′37″E / 48.2975°N 5.19361°E.

## Înființare
Situl Forêt de Doulaincourt a fost declarat arie specială de conservare în baza directivei 92/43 din 1992 referitoare la conservarea habitatelor naturale și a faunei și florei sălbatice pentru a proteja 1 specie de plante și 1 specie de animale.

## Biodiversitate
Situată în ecoregiunea continentală, aria protejată conține 6 habitate naturale: Păduri de fag Asperulo-Fagetum, Păduri de stejar sau de stejar și carpen sub-atlantice și medio-europene de Carpinion betuli, Grohotișuri medio-europene calcaroase, de la nivel colinar și montan, Pajiști uscate seminaturale și facies de acoperire cu tufișuri pe substraturi calcaroase (Festuco-Brometalia) (* situri importante pentru orhidee), Păduri de fag din Europa Centrală dezvoltate pe sol calcaros cu Cephalanthero-Fagion, Pajiști carstice calcaroase sau bazofile, de Alysso-Sedion albi.
La baza desemnării sitului se află mai multe specii protejate:
- plante (1): papucul doamnei (Cypripedium calceolus)
- nevertebrate (1): fluturele auriu (Euphydryas aurinia)

Pe lângă speciile protejate, pe teritoriul sitului au mai fost identificate 31 de specii de plante, 41 de specii de păsări, 6 specii de mamifere, 15 specii de nevertebrate.